# Kobiety (film 1939)
Kobiety (ang. The Women) – amerykański film fabularny z 1939 roku w reżyserii George'a Cukora.

## Obsada
- Norma Shearer jako Mary Haines
- Joan Crawford jako Crystal Allen
- Rosalind Russell jako Sylvia Fowler
- Mary Boland jako hrabina De Lave
- Paulette Goddard jako Miriam Aarons
- Phyllis Povah jako Edith Potter
- Joan Fontaine jako Peggy Day
- Virginia Weidler jako mała Mary Haines
- Lucile Watson jako pani Morehead
- Marjorie Main jako Lucy
- Virginia Grey jako Pat, sprzedawca perfum
- Ruth Hussey jako panna Watson
- Muriel Hutchison jako Jane
- Hedda Hopper jako Dolly Dupuyster
- Florence Nash jako Nancy Blake
- Cora Witherspoon jako pani Van Adams
- Mary Beth Hughes jako panna Trimmerback
- Lilian Bond jako pani Erskine
- Dennie Moore jako Olga, manikiurzystka
- Jane Isbell jako córka Edith (niewymieniona w czołówce)
- Mariska Aldrich jako śpiewająca nauczycielka (niewymieniona w czołówce)
- Butterfly McQueen jako Lulu, pokojówka przy stoisku z perfumami (niewymieniona w czołówce)
- Barbara Jo Allen jako recepcjonistka (niewymieniona w czołówce)
- Judith Allen jako	modelka w gorsecie (niewymieniona w czołówce)
- Gertrude Astor jako pani obsługująca kąpiele błotne (niewymieniona w czołówce)
- Marie Blake jako dziewczyna pracująca w magazynie (niewymieniona w czołówce)
- Suzanne Kaaren jako księżniczka Mara (niewymieniona w czołówce)
- Theresa Harris jako Olive (niewymieniona w czołówce)
- Esther Dale as Ingrid (niewymieniona w czołówce)
- Betty Blythe jako	pani South (niewymieniona w czołówce)
- Barbara Pepper jako twarda kobieta (niewymieniona w czołówce)
- Mabel Colcord jako masowana kobieta (niewymieniona w czołówce)
- Mary Anderson jako młoda kobieta (niewymieniona w czołówce)
- Aileen Pringle jako panna Carter, ekspedientka (niewymieniona w czołówce)